# Dayr Qurra
Dayr Qurra (àrab: دير قرة, Dayr Qurra) fou una antiga vila de l'Iraq, prop de Kufa. La tradició fa derivar el seu nom d'un làkhmida de nom Qurra, del clan d'Umayya ibn Hudhafa. S'hi va retirar una part de l'exèrcit sassànida després de la batalla d'al-Qadisiyya (636). El 702 al-Hajjaj la va fer servir de campament per tal de lliurar la batalla de Dayr al-Jamàjim.